# Far Cry Instincts
 (décembre 2023).
Si vous disposez d'ouvrages ou d'articles de référence ou si vous connaissez des sites web de qualité traitant du thème abordé ici, merci de compléter l'article en donnant les références utiles à sa vérifiabilité et en les liant à la section « Notes et références ».
Far Cry Instincts est un jeu vidéo de tir à la première personne développé par Ubisoft Montréal et édité par Ubisoft en septembre 2005 sur Xbox exclusivement.
Le jeu connait un add-on en mars 2006 sous-titré Evolution sur Xbox, et dans le même temps une compilation sous-titrée Predator sort sur Xbox 360.

## Synopsis
Le scénario reprend celui du premier Far Cry, notamment au niveau des personnages et du contexte. Néanmoins, dans Far Cry Instincts, le scénario diffère sur quelques points : Val est une militaire se faisant passer pour une touriste, Doyle est un agent de la CIA et non un médecin, il ne trahira pas Jack à la fin du jeu et sera même son allié pendant tout le jeu et dans la suite : Far Cry Instincts Evolution, lorsque Jack se fait enlever et injecter le sérum du Dr Krieger, des pouvoirs apparaissent (vision nocturne/thermique, vitesse accrue, super saut, guérison accélérée, odorat amélioré, griffes, etc), à la fin du jeu, Carver n'affronte pas des trigènes (singes mutants) mais des cobayes du Dr Krieger pouvant être armés, Crowe, le chef des soldats devient mutant. Enfin, Krieger se fait tuer par ses propres cobayes à la fin du jeu.

## Suites
En mars 2006 sort Far Cry Instincts Evolution, toujours sur Xbox. Cette suite du premier opus propose une nouvelle campagne, mais aussi des armes et véhicules inédits.
Une version Xbox 360, baptisée Far Cry Instincts Predator, est sortie en mars 2006 également. Elle propose une durée de vie conséquente avec la campagne du jeu original ainsi que celle de la suite  Far Cry Instincts Evolution. Les graphismes sont légèrement améliorés et passent à la HD.
Dans Far Cry Instincts Evolution, Carver est mêlé malgré lui à une affaire d'état : il est accusé d'avoir assassiné un gouverneur et est mêlé à des histoires de drogue et de contrebande : sa tête est alors mise à prix. Il retrouvera Doyle, rencontrera Kade, une jeune femme l'ayant entraîné dans cette histoire mais surtout des soldats possédant les mêmes pouvoirs que lui.